# Prochilodus nigricans
Prochilodus nigricans, hay prochilodus đen, là một loài cá nước ngọt Nam Mỹ. Chúng sinh sống ở lưu vực sông Amazon và sông Tocantins.

## Hình ảnh

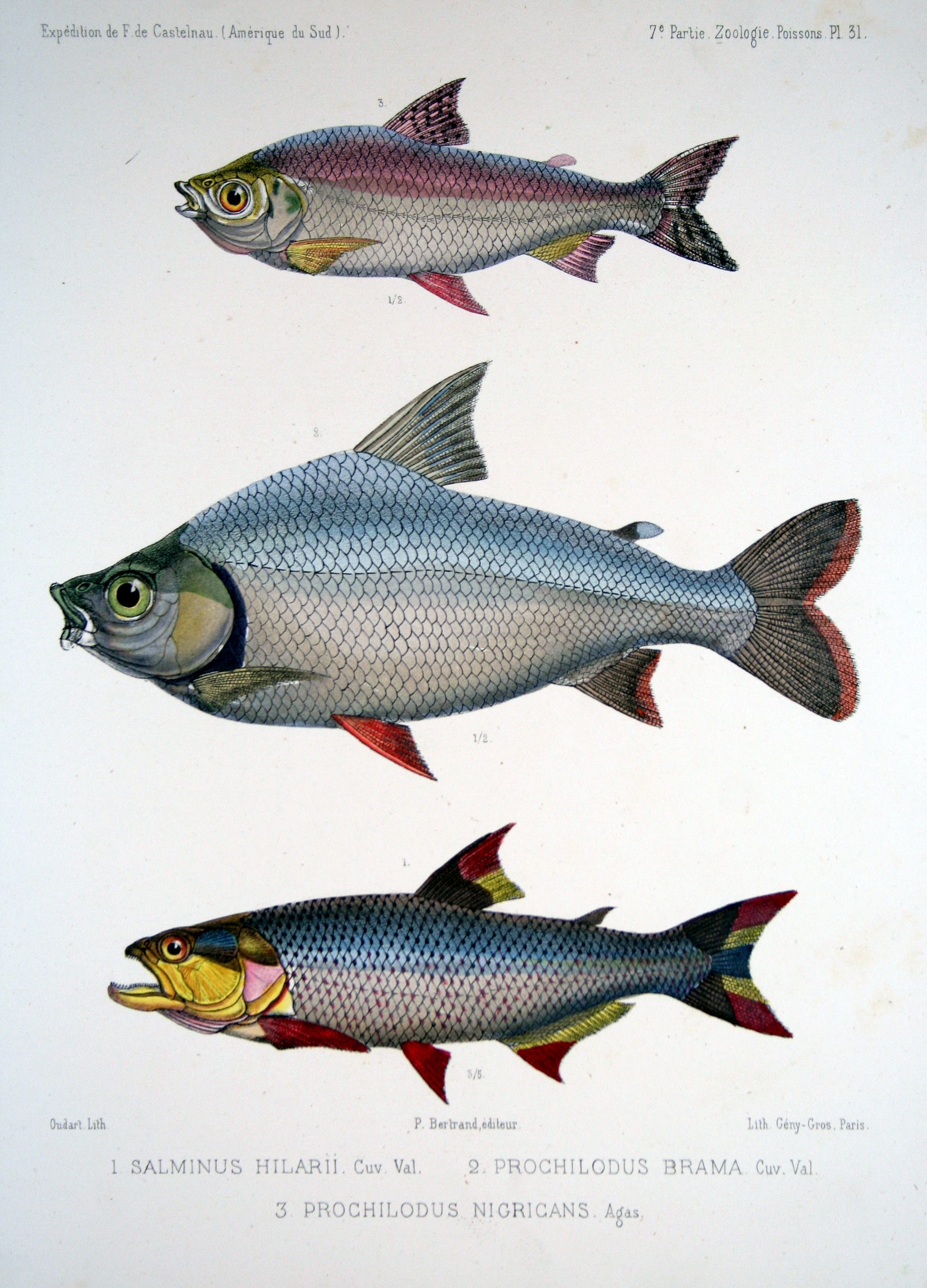